# Akadama (vin)
 (novembre 2023).

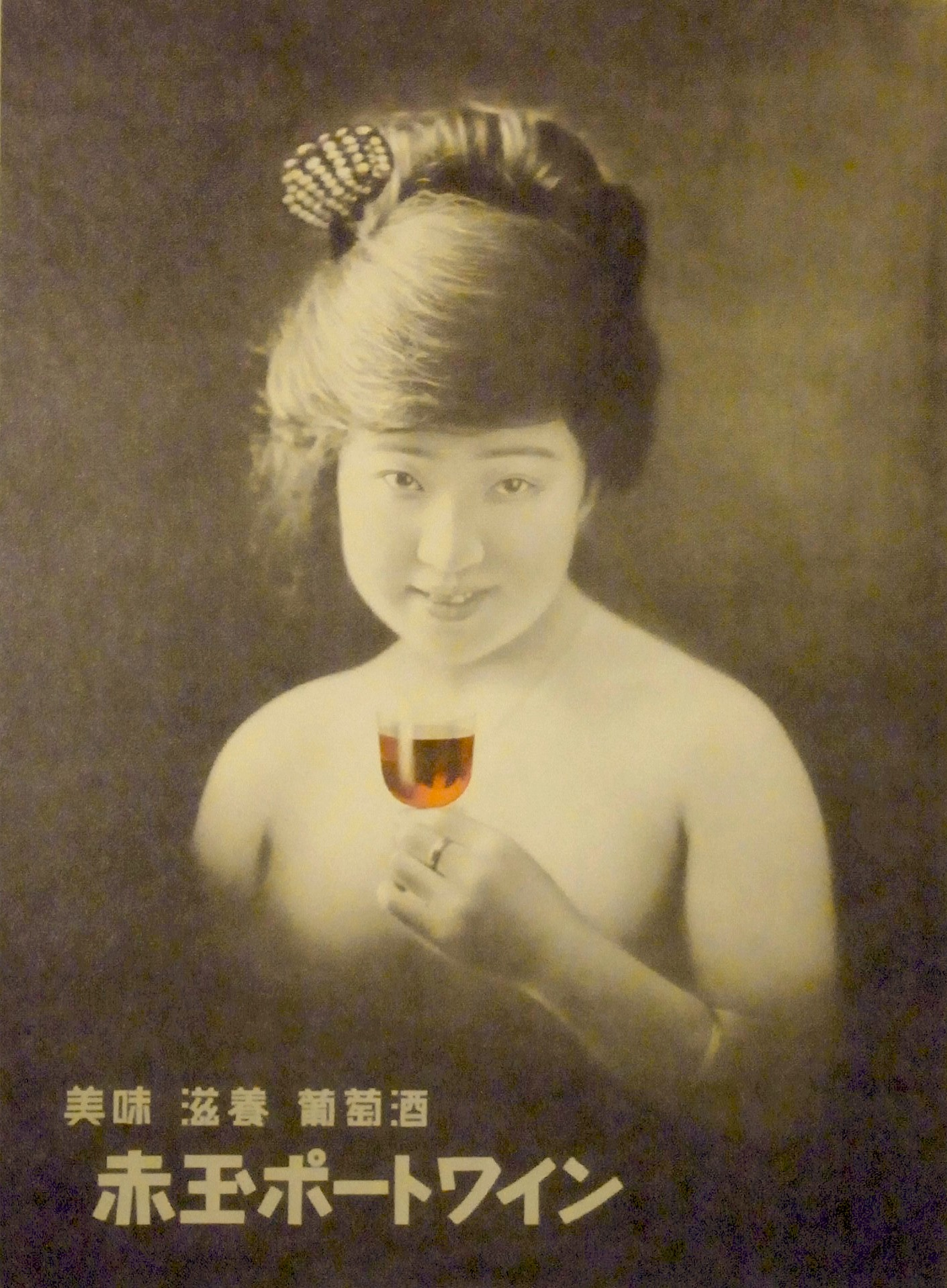
L'affiche de 1921 s'inscrit dans le thème classique de la Bijin-ga tout en optant pour un traitement photographique.

Le vin Akadama (赤玉) est un vin muté japonais créé en 1907 par Shinjiro Torii, le fondateur de Suntory. Le vin acquiert une certaine notoriété en 1921 lorsque sa publicité est faite par une affiche qui pour la première fois au Japon utilise une reproduction photographique. 